# 畢爾包體育會女子隊
畢爾包體育會女子隊（Athletic Club Femenino ）簡稱畢爾包女子隊，是一家西班牙女子足球球會，位於華倫西亞，是畢爾包體育會的女子部。畢爾包女子隊是西班牙其中一支最成功球隊，曾五次贏得聯賽冠軍。與男子隊一樣，球隊主要是與巴斯克地區本土和受訓於當地的球員簽約。 目前於西班牙女子甲組足球聯賽中角逐。

## 榮譽
- 西班牙女子甲組足球聯賽 (5)：2002–03, 2003–04, 2004–05, 2006–07, 2015–16
- 巴斯克地區盃（英语：Copa Euskal Herria (women's football)） (9)： 2011, 2013, 2014, 2015, 2016, 2017, 2018, 2021, 2023

## 外部連結
- UEFA簡介
- Athletic Club at Txapeldunak
- 官方網站